# New South Wales cricket team
Il New South Wales cricket team è una delle 6 squadre di cricket che si contendono annualmente il prestigioso torneo di First Class cricket Sheffield Shield. In tale competizione è di gran lunga la squadra di maggior successo avendo vinto il torneo in 46 occasioni. Anche nel campionato nazionale di Limited Overs si è imposto in 9 occasioni.

## Palmares
- Sheffield Shield/Pura Cup: 46

1895–96, 1896–97, 1899–00, 1901–02, 1902–03, 1903–04, 1904–05, 1905–06, 1906–07, 1908–09, 1910–11, 1911–12, 1913–14, 1919–20, 1920–21, 1922–23, 1925–26, 1928–29, 1931–32, 1932–33, 1937–38, 1939–40, 1948–49, 1949–50, 1951–52, 1953–54, 1954–55, 1955–56, 1956–57, 1957–58, 1958–59, 1959–60, 1960–61, 1961–62, 1964–65, 1965–66, 1982–83, 1984–85, 1985–86, 1989–90, 1992–93, 1993–94, 2002–03, 2004–05, 2007–08, 2013-14
- Campionato nazionale Limited Overs: 9

1984–85, 1987–88, 1991–92, 1992–93, 1993–94, 2000–01, 2001–02, 2002–03, 2005–06
- Campionato nazionale Limited Overs finalista: 8

1979–80, 1981–82, 1982–83, 1990–91, 1997–98, 1998–99, 2013-14, 2014-15
- KFC Twenty20 Big Bash: 1

2008–09
- Champions League Twenty20: 1

2009

## Giocatori degni di nota
- Cec Pepper